# Pseudogaurax souzalopesi
Pseudogaurax souzalopesi är en tvåvingeart som beskrevs av Curtis W. Sabrosky 1991. Pseudogaurax souzalopesi ingår i släktet Pseudogaurax och familjen fritflugor.
Artens utbredningsområde är Peru. Inga underarter finns listade i Catalogue of Life.